# Francis Octavius Grenfell
Francis Octavius Grenfell, VC (4 de setembre de 1880 - 24 de maig de 1915) va ser un guardonat anglès de la Creu Victòria, el premi més prestigiós que es dona per la valentia davant l'enemic i que pot ser atorgat a forces britàniques i de la Commonwealth.

## Biografia
Grenfell va néixer el 4 de setembre de 1880 de la parella que formaven Pascoe Du Pré i Sophia; van ser quinze germans, i Francis va tenir-ne un de bessó, Riversdale, que també va combatre amb ell 9è Regiment de llancers i que va ser mort en combat el setembre de 1914. El seu avi matern era l'almirall John Pascoe Grenfell, i d'altres familiars seus eren el seu tiet, Field Marshal, 1r Baró de Grenfell. Un germà més gran, el lloctinent Robert Septimus, del 21è Regiment de llancers i que va ser mort durant una càrrega a cavall en la batalla d'Omdurman el 1898. Tres altres germans, Cecil, Howard Maxwell i Arthur Morton, van arribar al rang de lloctinent coronel en l'Exèrcit Britànic. Un cosí, el lloctinent Claude George Grenfell, va ser mort durant la batalla de Spion Kop, en la Guerra Bòer, i dos altres cosins, Julian i Gerald William, van ser morts durant la I Guerra Mundial.
Grenfell, un etonià que representava la seva escola al criquet, va entrar a l'exèrcit l'any 1900 i va servir per primer cop a la Segona Guerra Bòer al Cos reial de rifles del Rei.

### Creu Victòria

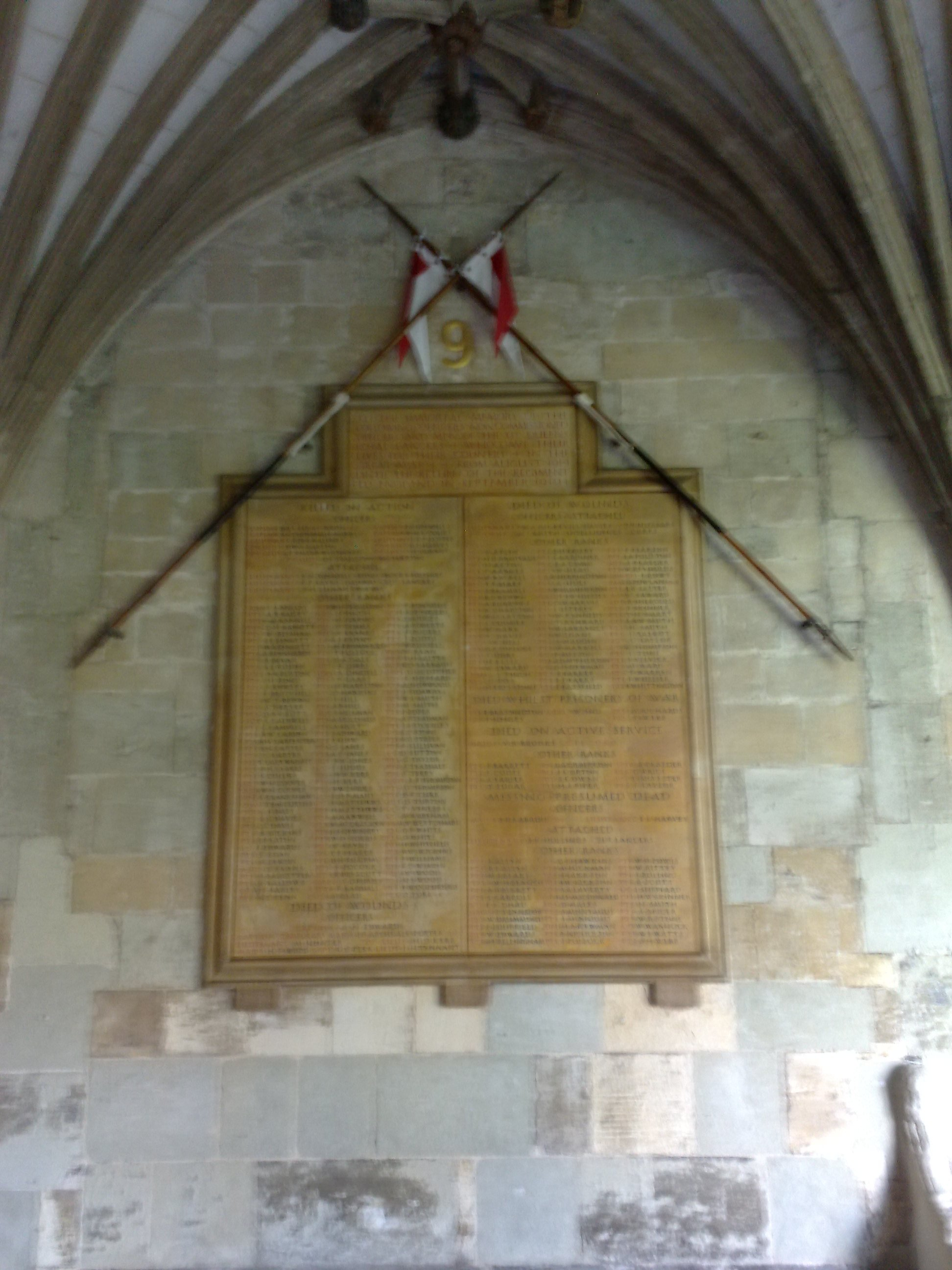
Placa al claustre de la Catedral de Canterbury en memòria dels homes del 9è Regiment de llancers que van morir durant la I Guerra Mundial..

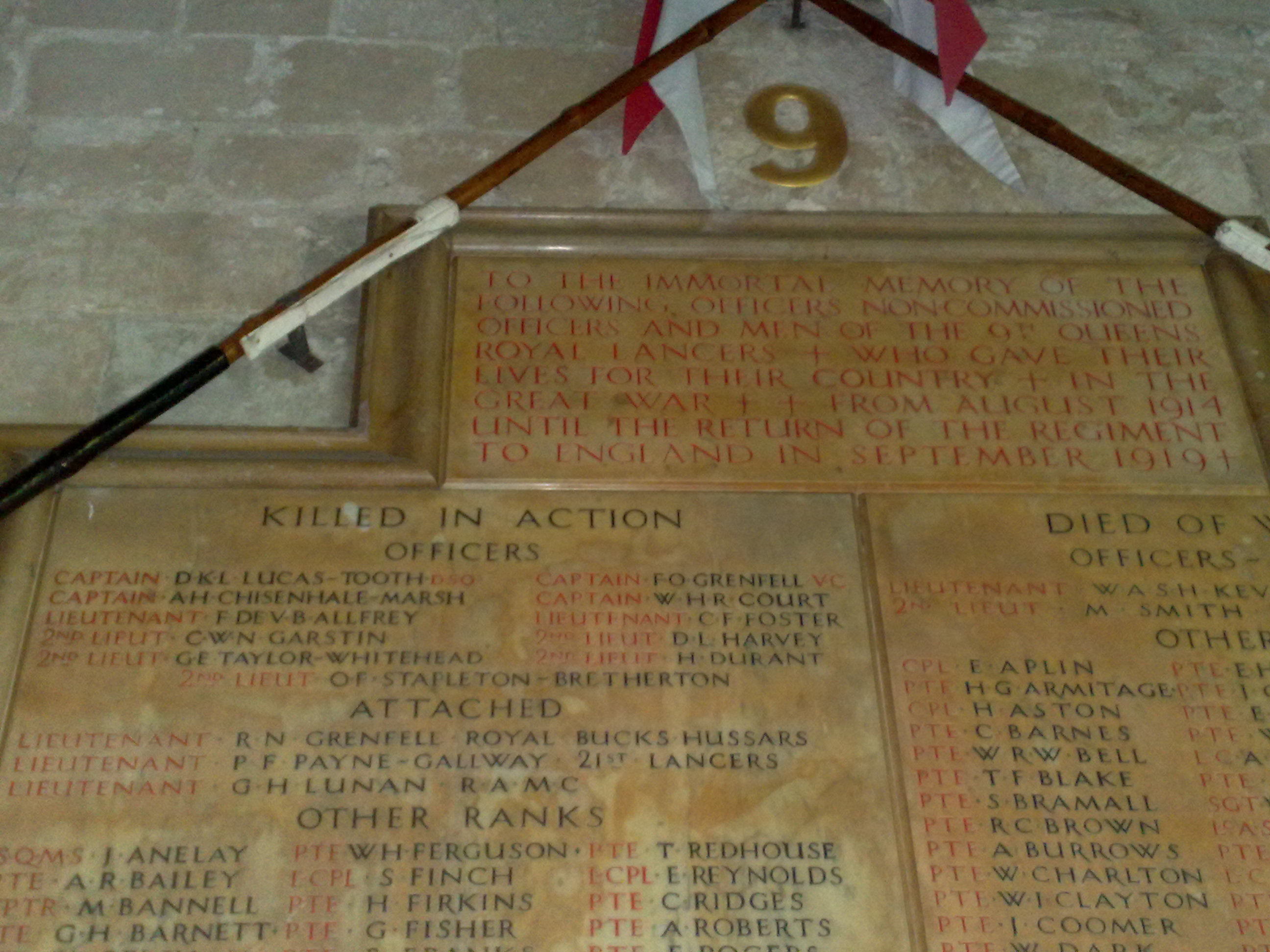
Detall de la placa on es veuen els noms dels bessons Grenfell.

Grenfell tenia 33 anys i era Capità en el 9è Regiment de llancers a l'Exèrcit Britànic durant la Primera Guerra Mundial quan van ocórrer els següents fets, que li van valer el premi de la Creu Victòria.
El 24 d'agost de 1914 a Audregnies, Bèlgica, el Capità Grenfell va carregar contra la infanteria alemanya amb el seu regiment. Van haver-hi moltes morts i el Capità va quedar com el dirigent més experimentat. Dirigia part del regiment darrere d'un terraplè de la via d'un tren quan el van tocar dues vegades i va resultar greument ferit. Tot i això, quan el comandant Ernest Wright Alexanter, de la 119a Bateria de la Royal Field Artillery, va demanar ajuda per salvar les armes, Grenfell i alguns voluntaris més van ajudar a treure les armes del camp de batalla sota una pluja de bales. La citació dels fets va aparèixer al London Gazette el 16 de setembre de 1914 i deia:
| «                | Per la valentia en l'acció contra la infanteria a Andregnies, Bèlgica, el 24 d'agost de 1914, i per la conducta valent en el salvament de les armes de la 119a Baterial de la Royal Field Artillery, prop de Doubon el mateix dia. | » |
| — London Gazette | |   |

Va ser mort en combat el 24 de maig del 1915 i va ser enterrat al Cementiri Militar de Vlamertinghe.

## Llegat
La seva Creu Victòria està exposada al Derby Museum and Art Gallery, a Derby.